# Чорнобаївська селищна територіальна громада
Чорнобаївська селищна громада — територіальна громада в Україні, в Золотоніському районі Черкаської області. Адміністративний центр — селище Чорнобай. Утворена Розпорядженням Кабінету Міністрів України від 12 червня 2020 року. Площа громади — 616.2 км², чисельність населення — 20598 осіб.

## Адміністративно-територіальний устрій
До громади увійшла одна селищна рада:
- Чорнобаївська

та 13 сільських рад:
- Богодухівська
- Великобурімська
- Великоканівецька
- Веселохутірська
- Красенівська
- Лукашівська
- Малобурімська
- Мохнацька
- Новожиттівська
- Новоукраїнська
- Привітненська
- Франківська
- Хрестителівська

Вони включали 26 населених пунктів, що стали членами громади. З них 4 селища:
- Вишнівка
- Іванівка
- Привітне
- Чорнобай

та 22 села:
- Бакаєве
- Богодухівка
- Велика Бурімка
- Великі Канівці
- Веселий Поділ
- Веселий Хутір
- Григорівка
- Красенівка
- Лукашівка
- Мала Бурімка
- Малі Канівці
- Мар'янівка
- Михайлівка
- Мохнач
- Нове Життя
- Новоселиця
- Новоукраїнка
- Савківка
- Старий Мохнач
- Тарасівка
- Франківка
- Хрестителеве

## Населення

### Мова
Розподіл населення населених пунктів громади за рідною мовою за даними перепису 2001 року:
| Мова            | Чисельність, осіб | Відсоток |
| --------------- | ----------------- | -------- |
| Українська      | 24 974            | 97,43%   |
| Російська       | 558               | 2,18%    |
| Вірменська      | 41                | 0,16%    |
| Білоруська      | 26                | 0,10%    |
| Румунська       | 13                | 0,05%    |
| Інші/Не вказали | 21                | 0,08%    |
| Разом           | 25 633            | 100%     |